# 9. pařížský obvod
9. pařížský obvod (francouzsky: 9e arrondissement de Paris) zřídka též nazývaný obvod Opera (Arrondissement de l'Opéra) je městský obvod v Paříži. Je pojmenován podle budovy Pařížské opery.

## Poloha
9. obvod se nachází na pravém břehu Seiny. Na jihu hraničí s 2. obvodem (jejich hranici tvoří bulváry Poissonière, Montmartre, Italiens a Capucines), na západě jej oddělují od 8. obvodu ulice Rue d'Amsterdam, Rue du Havre, Rue Tronchet a Rue Vignon, na severu tvoří hranici s 18. obvodem bulváry Clichy a Rochechouart a na východě sousedí s 10. obvodem přes ulici Rue du Faubourg Poissonière.

## Demografie
V roce 2017 měl obvod 59 555 obyvatel a hustota zalidnění činila 27 318,8 obyvatel na km2. Žilo zde 2,7% pařížské populace.

## Politika a správa
Radnice 9. obvodu se nachází v ulici Rue Drouot 6. Současným starostou je od roku 2014 Delphine Bürkli za Les Républicains.

## Městské čtvrti
Tento obvod se dělí na následující administrativní celky:
- Quartier Saint-Georges
- Quartier de la Chaussée-d'Antin
- Quartier du Faubourg-Montmartre
- Quartier de Rochechouart

Podle oficiálního číslování pařížských městských čtvrtí mají tyto čtvrtě čísla 33-36.

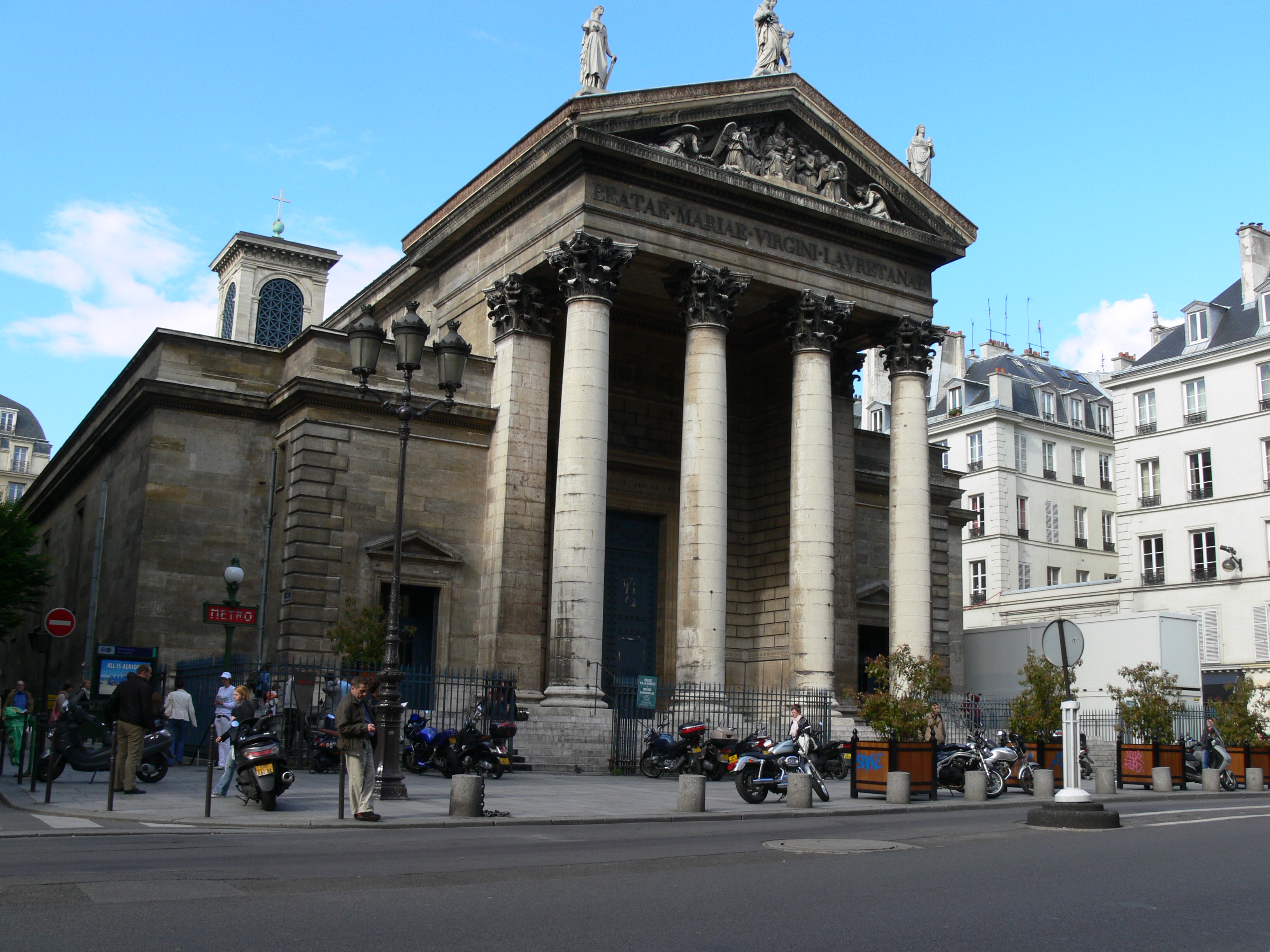
Notre-Dame-de-Lorette

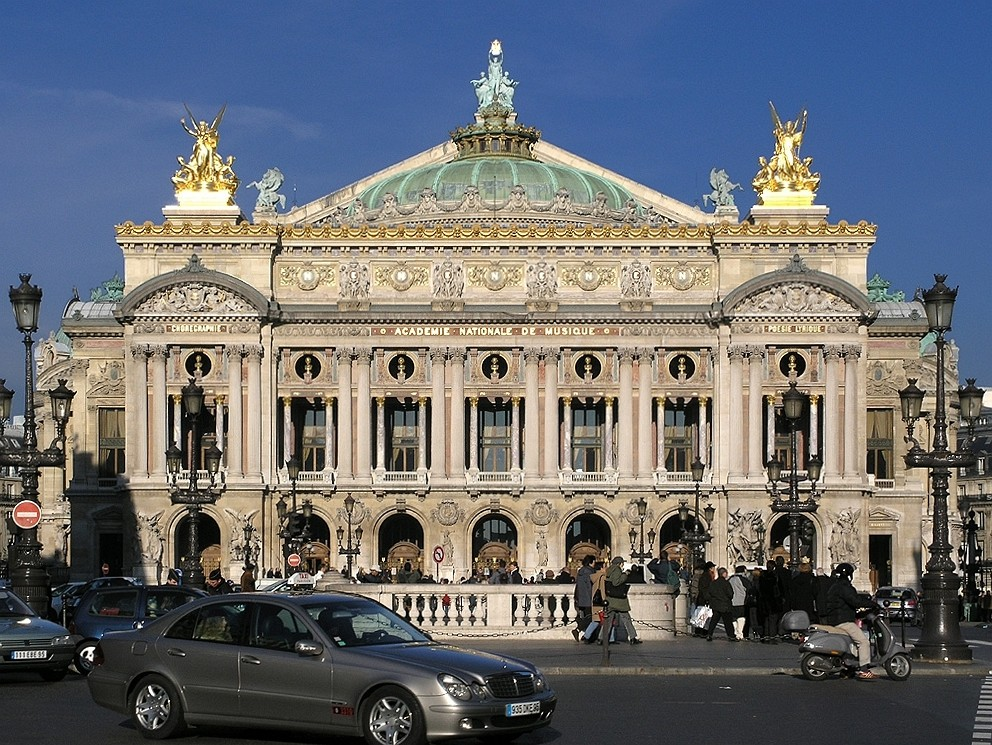
Pařížská opera

## Pamětihodnosti
Církevní stavby:
- kostel Panny Marie Loretánské
- kostel Nejsvětější Trojice
- Německý evangelický kostel (Christuskirche)
- Velká synagoga
- Synagoga Buffault

Ostatní muzea a instituce:
- Opéra Garnier
- Musée Grévin
- Musée de la Vie romantique
- Olympia
- Folies Bergère – známý pařížský kabaret a divadlo

## 9. obvod v kultuře
Ve filmu Paris, je t'aime je 9. obvodu věnována třináctá povídka Pigalle, kterou režíroval Richard La Gravenese.